# Thomas Gerlach (Diplomat)
Thomas Gerlach (* 1951 in Kempen/Niederrhein) ist ein deutscher Diplomat im Ruhestand. Zuletzt war er von 2014 bis 2017 Generalkonsul in Izmir/Türkei.

## Leben
Nach dem Abitur am altsprachlichen Gymnasium Thomaeum in seiner Heimatstadt studierte Gerlach Anglistik und Geschichte an den  Universitäten Bonn und München. 1981 bestand er nach dem 2. Staatsexamen für das höhere Lehramt das Auswahlverfahren für den Höheren Auswärtigen Dienst und wurde in den 36. Attachélehrgang des AA aufgenommen.
Ab 1983 wurde Gerlach an den Auslandsvertretungen in Sri Lanka, Libyen, USA (Boston) und Tschechien, an der deutschen Vertretung beim Europarat in Straßburg, sowie auf verschiedenen Inlandsposten in Bonn und Berlin eingesetzt. Von 2005 bis 2014 leitete er, mit einer Unterbrechung von 2007 bis 2009 in Mailand, das deutsche Generalkonsulat im rumänischen Siebenbürgen mit Sitz in Hermannstadt/Sibiu. Seine aktive Laufbahn beendete er im Sommer 2017 als Generalkonsul im westtürkischen Izmir.
In Anerkennung seines Engagements für die Minderheit der Siebenbürger Sachsen in Rumänien wurde ihm 2013 die Honterus-Medaille durch den damaligen Hermannstädter Oberbürgermeister und jetzigen rumänischen Staatspräsidenten Klaus Johannis verliehen.